# كفر الحما (الغربية)
كفر الحما إحدى قرى مركز طنطا التابع لمحافظة الغربية بجمهورية مصر العربية. كان الكفر من توابع طنطا ثم فصل عنها سنة 1228 هـ.

## التعليم
تصل نسبة الأمية في القرية إلى 37.57% بين من تجاوزوا العاشرة من عمرهم، بينما تصل نسبة من حصلوا على تعليم جامعي إلى 4.54% من جملة السكان.

## السكان
بلغ عدد سكان كفر الحما 8271 نسمة حسب تقدير عام 2018.
| السنة  | 1882 | 1897 | 1907 | 1927 | 1947 | 1960 | 1976 | 1986 | 1996 | 2006  | 2018 |
| ------ | ---- | ---- | ---- | ---- | ---- | ---- | ---- | ---- | ---- | ----- | ---- |
| القرية | 795  | 1111 | 1320 | 1509 | 1730 | 2350 | 2261 | 4163 | 5512 | 6,413 | 8271 |